# Casa Salats
La Casa Salats és una casa a Durro, al municipi de la Vall de Boí (Alta Ribagorça), inclosa a l'Inventari del Patrimoni Arquitectònic de Catalunya.

## Descripció
Unitat tipològica familiar residencial agrícola i ramadera definida amb casa, paller i era paller és de pedra i coberta a doble vessant. Cal notar la presència de llucana en la teulada en la part superior.

## Història
S'hi denoten forces etapes constructives a la casa i no al paller que sembla mantenir el seu estat primigeni.